# Legionella taurinensis
Espèce
Legionella taurinensis est une espèce de bactéries gram-négatives de la famille des Legionellaceae.

## Description
Les Legionella taurinensis sont des bacilles gram-négatifs dont la croissance est possible sur milieu BCYE supplémenté en L-cystéine mais pas en l'absence de cet acide aminé.

## Taxonomie
Le nom correct complet (avec auteur) de ce taxon est Legionella taurinensis Lo Presti (d) et al., 1999.

### Étymologie
L'étymologie de l'espèce L. taurinensis vient du nom de la ville où la souche type de cette espèce a été isolée et se décompose en taur.in.en’sis. M.L. masc./fem. adj. taurinensis, concernant Turin, Italie, où le nom latin classique de cette ville est Augusta Taurinorum.